# Oleg Tsybulko
Oleg Tsybulko (geboren 1984 in Glodeni) ist ein moldauischer Opernsänger der Stimmlage Bass, der dem Ensemble des Bolschoi-Theaters angehört.

## Leben
Tsybulko studierte zuerst Klavier, dann Gesang in Chișinău und schloss seine Studien 2009 ab. 2011 wurde er ins Young Artists Opera Program des Moskauer Bolschoi-Theaters aufgenommen und debütierte im November desselben Jahres im großen Haus als Sarastro in Mozarts Zauberflöte. Es folgten der Collie in Puccinis La Bohème, der Angelotti in dessen Tosca, der Rodolfo in Bellinis La sonnambula in einer Inszenierung von Pier Luigi Pizzi und der Fürst Gremin in Tschaikowskis Eugen Onegin. 2012 sang er im Moskauer Tschaikowski-Konzertsaal den Sparafucile in Verdis Rigoletto, 2013 wurde er als Solist ins Bolschoi-Ensemble aufgenommen, 2014 übernahm er dort den Skula in Borodins Prinz Igor und den Maljuta in Rimski-Korsakows Die Zarenbraut. In dieser Rolle gastierte er auch im April 2014 mit großem Erfolg auch im Rahmen eines Bolschoi-Gastspiels konzertant im Theater an der Wien, es dirigierte Gennadi Roschdestwenski.